# Rue Allent
La rue Allent est une voie du 7e arrondissement de Paris, en France.

## Situation et accès
La rue Allent est une voie publique située dans le 7e arrondissement de Paris. Elle débute au 15, rue de Lille et se termine au 22, rue de Verneuil.
Le quartier est desservi par la ligne 12 à la station Rue du Bac.

## Origine du nom
Elle porte le nom du général, conseiller d'État, député et pair de France Pierre Alexandre Joseph Allent (1772-1837).

## Historique

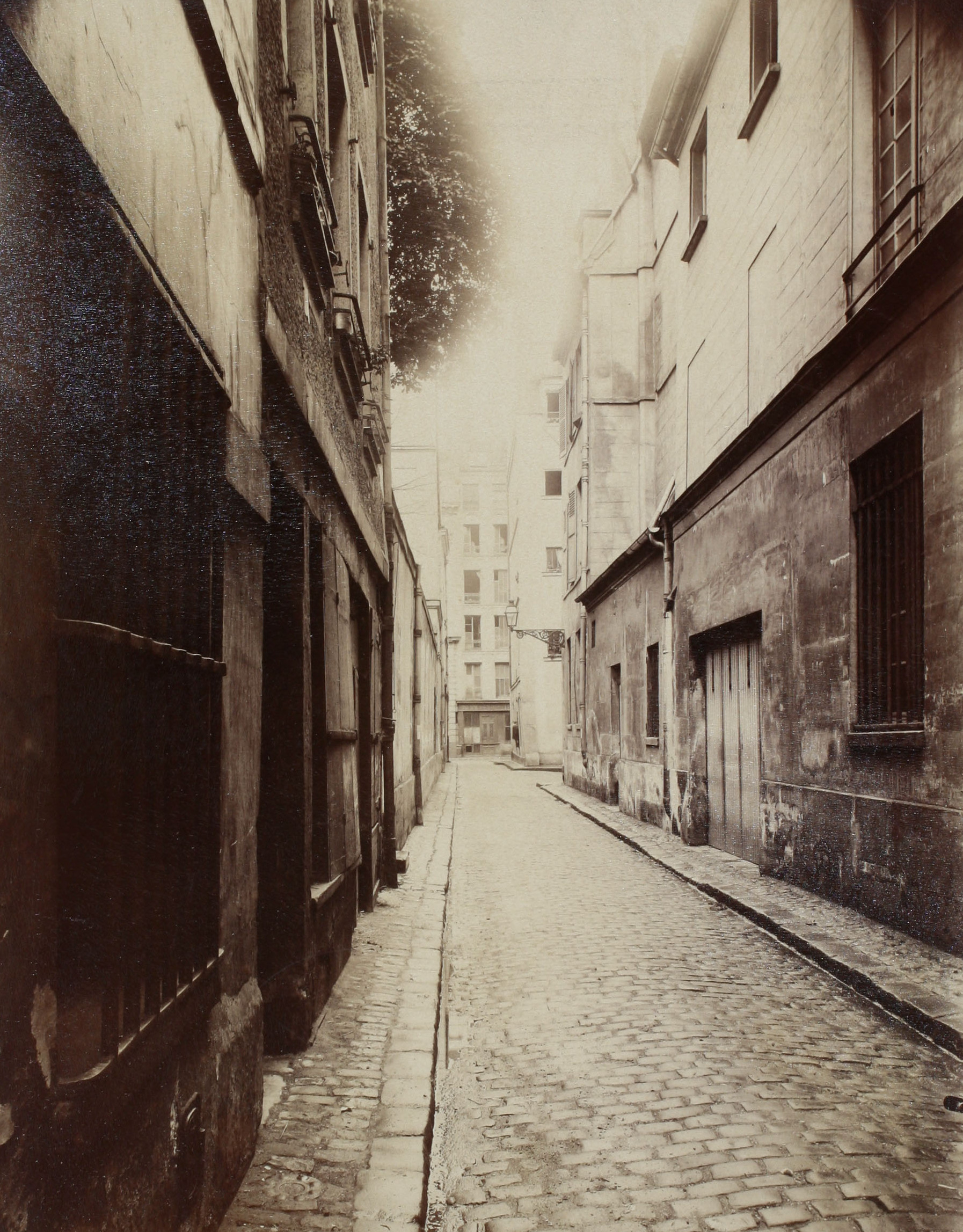
Rue Allent en 1902 vue depuis le 22 rue de Verneuil. Photographie d'Eugène Atget conservée au musée Carnavalet

Cette rue, indiquée en 1672 sur le plan de Jouvin de Rochefort, fut appelée « rue Sainte-Marie-Saint-Germain » jusqu'en 1864, en raison de la présence d'une chapelle de la Sainte Vierge qu'on voyait encore en 1632 entre la rue de Bourbon et la rue de Verneuil et sur l'emplacement de laquelle cette rue avait été ouverte en 1839.
Elle aurait aussi porté le nom de « rue Sainte-Marguerite » avant de prendre sa dénomination actuelle par un décret du 24 août 1864.